# 日本詩歌句協会
日本詩歌句協会（にほんしかくきょうかい）は、2006年8月3日に設立された特定非営利活動法人（NPO法人）である。所轄庁は東京都。詩歌文化の発展のために、日本詩歌句随筆評論大賞と日本詩歌句随筆評論協会賞を制定している。

## 概要
詩、短歌及び俳句（詩歌句）および随筆のそれぞれの魅力を結集し、伝えるための文芸講座及びイベント等の企画運営を通じて、新たな詩歌の潮流を提示し、詩歌文芸の発展に寄与することを目的とする。 

## 日本詩歌句大賞・日本詩歌句協会賞

### 日本詩歌句大賞
第1回（2005年度）
- 詩部門　　関富士子『植物地誌』（七月堂）
- 短歌部門　桜井健司『融風区域』（ながらみ書房）
- 俳句部門　金子皆子『花恋』（角川書店）・大石悦子『耶々』（富士見書房）

第2回（2006年度）
- 詩部門　黒岩隆『海の領分』（書肆山田）
- 短歌部門　鈴木英子『油月』（邑書林）
- 俳句部門　有馬朗人『不稀』（角川書店）・ 倉橋羊村 『打坐』（角川書店）

第3回（2007年度）
- 俳句部門　山田弘子『残心』・高橋睦郎『遊行』

第4回（2008年度）
- 短歌部門　西川修子『花を散らさず』・大図清隆『光と陰』
- 俳句部門　原朝子『やぶからし』・日比野里江『稲の花』・木田千女『お閻魔』

第5回（2009年度）　
- 詩部門　桜井さざえ『海の伝説』
- 短歌部門　山中律雄『変遷』
- 俳句部門　山崎ひさを『龍土町』・平田繭子『星韻』

第6回（2010年度）
- 詩部門　石川逸子 詩集『ロンゲラップの海』花神社
- 短歌　なし
- 俳句　加古宗也 句集『花の雨』角川グループパブリッシング

第7回（2011年度）
- 詩部門　山本萌 詩集『天河まで』書肆夢ゝ
- 短歌　土橋いそ子 『草の穂』 短歌新聞社
- 俳句　春田千歳 句集『鰐の眼』 ふらんす堂

第8回（2012年度）
- 詩部門　下川敬明『鎮魂歌』 土曜美術社出版販売
- 短歌　帯川千『マルメロの香り』 短歌新聞社
- 俳句　大野素郎『素のまま』 春嶺発行所

第9回（2013年度）
- 詩部門　浜江順子『闇の割れ目で』 思潮社
- 短歌　稲村恒次『マルメロの香り』 現代短歌社
- 俳句　藤島咲子『雪嶺』 本阿弥書店

第10回（2014年度）
- 詩部門　渡辺みえこ『空の水没』 思潮社
- 短歌　原詩夏至『レトロポリス』 コールサック社
- 俳句　中谷清『香芝春秋』 東京四季出版

### 日本詩歌句随筆評論大賞
第11回（2015年度）
- 詩部門
  - 大賞　渡辺めぐみ (詩人)　詩集『ルオーのキリストの涙まで』
- 随筆部門　
  - 大賞　堀本裕樹『富士百句で俳句入門』（ちくまプリマー新書）

第12回(2016年度）　
- 詩部門
  - 大賞　田中裕子　詩集『カナリア屋』
  - 優秀賞　咲まりあ　詩集『わたしの季節を』（土曜美術社賞）・優秀賞　水野ひかる　詩集『水辺の寓話』
- 短歌部門
  - 大賞　村田淳子　歌集『上山から』
  - 優秀賞　麻美美和子　歌集『妙見の杜』
- 俳句部門
  - 大賞　岡田史乃　句集『ピカソの壺』（東京四季出版社賞）
  - 特別賞　日比野里江　句集『幣辛夷』
  - 奨励賞　日原正彦　句集『てんてまり』
- 随筆部門
  - 大賞　能村研三　随筆集『飛鷹抄』
  - 奨励賞　こたきこなみ　随筆集『岩肌と人肌のあいだ』
- 評論部門
  - 大賞　浅沼璞　評論集『俳句・連句REMIX』

第13回（2017年度）
- 詩部門
  - 大賞　鈴木正枝　詩集『そこに月があったということに』
  - 土曜美術社賞　斎藤菜穂子　詩集『霧の町を訪ねる日』
- 短歌部門
  - 大賞　高島静子　歌集『飛びなさい』
  - 優秀賞　福田淑子　歌集『ショパンの孤独』
- 俳句部門
  - 大賞　水野晶子　句集『十井』
  - 特別賞　松山足羽　句集『究むべく』・大久保昇　句集『天職へ』
  - 俳句四季賞　山川和代　句集『葉桜』
- 評論部門
  - 大賞　遠藤若狭男　評論集『人生百景――松山足羽の世界』
  - 奨励賞　堀内統義　評論集『戦争・詩・時代――平和が平和であるために』
- 随筆部門
  - 大賞　該当者なし
  - 優秀賞　岡三沙子　随筆集『寡黙な兄のハーモニカ』

第14回（2018年度）
- 詩部門
  - 大賞　鷲谷みどり　詩集『標本づくり』
  - 土曜美術社賞　野間明子詩集　『蒙昧集』
- 短歌部門
  - 大賞　奥山恵　歌集『窓辺のふくろう』
  - 優秀賞　若槻敦子　歌集『花こぼれくる』
- 俳句部門
  - 大賞　浅井民子　句集『四重奏』
  - 特別賞　井坂宏　句集『白き街』
  - 俳句四季賞　西川青女　句集『こすもす』
- 随筆部門
  - 大賞　該当者なし
  - 優秀賞　加田佳子　随筆集『後始末の美学』
  - 特別賞　大久保白村　随筆集『俳句のある日々』
- 評論部門
  - 大賞　本阿弥秀雄評論集『いただいた句200』
  - 優秀賞　北畑光男　随筆集『村上昭夫の宇宙哀歌』

第15回（2019年度）
- 詩部門
  - 大賞　浅野慈子　詩集『海辺のメリーゴーランド』
- 短歌部門
  - 大賞　北神照美　歌集『ひかる水』
- 俳句部門
  - 大賞　佐々木一馬　句集『御霊』
- 随筆評論部門
  - 大賞　角谷昌子　評論集『俳句の水脈を求めて 平成に逝った俳人たち』

第16回（2020年度）
- 詩部門
  - 大賞　日原正彦　詩集『降雨三十六景』
- 短歌部門
  - 大賞　生沼義朗　歌集『空間』
- 俳句部門
  - 大賞　栗林浩　句集『うさぎの話』
- 評論部門
  - 大賞　藤田直子　評論集『鍵和田秞子の百句』

第17回（2021年度）
- 詩部門
  - 大賞　生駒正朗　詩集『春と豚』
- 短歌部門
  - 大賞　田中翠友　歌集『ふるさとの駅に立てば』
- 俳句部門
  - 大賞　森瑞穂　句集『最終便』
- 随筆評論部門
  - 大賞　該当者なし

第18回（2022年度）
- 詩部門
  - 大賞　黒田ナオ　詩集『ぽとんぽとーんと音がする』
- 短歌部門
  - 大賞　山名聡美　歌集『いちじくの木』
- 俳句部門
  - 大賞　抜井諒一　句集『金色』
- 評論部門
  - 大賞　谷口智行　評論集『窮鳥のこゑ』

第19回（2023年度）
- 詩部門
  - 大賞　瀬崎祐　詩集『水分れ、そして水隠れ』
- 短歌部門
  - 大賞　池田玲　歌集『水色の傘は買はない』
- 俳句部門
  - 大賞　渡部有紀子　句集『山羊の乳』
- 評論部門
  - 大賞　島村正　評論集『現代俳句Ⅰ』

第20回（2024年度）
- 詩部門
  - 大賞　水嶋きょうこ　詩集『グラス・ランド』
- 短歌部門
  - 大賞　河田育子　歌集『光の素顔』
- 俳句部門
  - 大賞　能美茅柴　句集『悠紬』
- 随筆部門
  - 大賞　和田華凛　随筆集『月華抄』

### 日本詩歌句随筆評論賞
第12回(2016年度）　
- 詩部門
  - 協会賞　斎藤菜穂子「その道を」
  - 優秀賞　高島りみこ「記憶の木」・小久保要子「モネ池とカエル」
- 短歌部門
  - 協会賞　該当者なし
- 俳句部門
  - 協会賞　中村啓輔「農日誌」
  - 奨励賞　鈴木文子「鴨の声」
- 随筆部門
  - 協会賞　菊池晃子「手編みのカーディガン」
  - 奨励賞　原詩夏至「庭の思い出　顔なじみと風来坊」

第13回(2017年度）　
- 詩部門
  - 協会賞　伊藤芳博「あした　も」
  - 優秀賞　宇宿一成「消しゴム熊」・優秀賞　高島りみこ「おかえり」
- 短歌部門
  - 協会賞　該当者なし
- 俳句部門
  - 協会賞　該当者なし
  - 奨励賞　砂山恵子「羽抜鳥」
- 随筆部門
  - 協会賞　小倉和子「ぼっち豆撒き」
  - 優秀賞　藤咲みつを「寒い朝」
  - 奨励賞　田中春美「クマが出た」

第14回(2018年度）　
- 詩部門
  - 協会賞　星善博「消える」
  - 優秀賞　河野昌子「色」・沢村俊輔「躍動」
- 短歌部門
  - 協会賞　該当者なし
  - 優秀賞　宇佐見幸「皐月の別れ」
- 俳句部門
  - 協会賞　該当者なし
- 随筆部門
  - 協会賞　夏井通江「黄色」
  - 優秀賞　藤咲みつを「お正月」
  - 奨励賞　小峰新平「ヤシの木の下で」
- 評論部門
  - 協会賞　該当者なし
  - 奨励賞　日野百草「『砲車』は戦争を賛美したか　長谷川素逝と戦争俳句」

第15回(2019年度）　
- 詩部門
  - 協会賞　森下万尋「一枚の羽」
- 短歌部門
  - 協会賞　該当者なし
- 俳句部門
  - 協会賞　菊池晃子「初雷」
- 随筆評論部門
  - 協会賞　田中春美「寂しさの理由」

第16回(2020年度）　
- 詩部門
  - 協会賞　梅山憲三「雨戸」
- 短歌部門
  - 協会賞　岡田美幸「芽」
- 俳句部門
  - 協会賞　該当者なし
- 随筆部門
  - 協会賞　大木雪香「充電と放電」
- 評論部門
  - 協会賞　今瀬一博「令和時代の結社の意義について」

第17回(2021年度）　
- 詩部門
  - 協会賞　小野ちとせ「『て』のなかに」
- 短歌部門
  - 協会賞　該当者なし
- 俳句部門
  - 協会賞　西田拓郎「とら河豚の鰭酒」
- 随筆評論部門
  - 協会賞　山田牧「１３７５」

第18回(2022年度）　
- 詩部門
  - 協会賞　金指安行「生き物を貫くもの」
- 短歌部門
  - 協会賞　原比呂子「生きる」
- 俳句部門
  - 協会賞　高木恵理「レモン水」
- 評論部門
  - 協会賞　徳田吉映「『楢山節考』考」

第19回(2023年度）　
- 詩部門
  - 協会賞　土室寧二「雪平鍋」
- 短歌部門
  - 協会賞　該当者なし
- 俳句部門
  - 協会賞　該当者なし
- 評論部門
  - 協会賞　市村栄理「男まさりの女　細見綾子」

第20回(2024年度）　
- 詩部門
  - 協会賞　二階堂晃子「つめ」
- 短歌部門
  - 協会賞　該当者なし
- 俳句部門
  - 協会賞　該当者なし
- 随筆部門
  - 協会賞　該当者なし
- 評論部門
  - 協会賞　該当者なし

選考委員
- 詩部門

2009 菊田守・鈴木哲雄・中原道夫
2010- 菊田守・田中眞由美・黒岩隆
- 短歌部門

2009-　秋葉雄愛・神作光一・西川修子
帯川千・秋葉雄愛・桜井健司
- 俳句部門　加藤耕子・倉橋羊村・齋藤慎爾

大久保白村・大高霧海・加藤耕子・平田繭子
- 随筆部門

2010-　二ノ宮一雄・増田稔・田口兵
二ノ宮一雄・坂口昌弘・田口兵　　